# Filettatura metrica ISO
Le filettature metriche ISO costituiscono lo standard ISO in termini di filettature.

## Profilo

Profilo di base di tutte le filettature metriche ISO (external thread fa riferimento alla vite, internal thread fa riferimento alla madrevite)

Per le filettature metriche ISO, i profili ideali di vite e madrevite coincidono e sono costituiti da un profilo triangolare equilatero (triangolo generatore), dunque con angolo al vertice di 60° (fianco e passo della filettatura pertanto sono uguali).
Il 'profilo base' o profilo nominale è anch'esso identico sia per l'una che per l'altra e differisce dal profilo ideale per un taglio del vertice del triangolo generatore,  parallelo alla base e di altezza pari ad h/4 per fondo della vite e cresta della madrevite e pari ad h/8 per fondo della madrevite e cresta della vite.
Il 'profilo reale' teorico prevede ancora, soltanto per le due gole, un arrotondamento nel verso opposto al taglio, pari ad H/12 nella madrevite e ad H/6 nella vite.
Il profilo d'esecuzione differisce da quello teorico nel campo di tolleranze previsto per il grado di qualità dimensionale della filettatura (preciso, medio o grossolano, rispettivamente, espresse con simboli S, A, e C); fatto salvo il grado S per filettature particolari, piuttosto costose e di limitato uso, per le normali esigenze di connessioni meccaniche è considerato il solo grado A.

## Identificazione
La dicitura completa per individuare le caratteristiche di una filettatura metrica ISO è costituita da:
- la norma di riferimento;
- il diametro nominale, che corrisponde al diametro base, sia delle creste in caso di filettatura esterna sia delle gole in caso di filettatura interna;
- il passo (riportato soltanto nel caso di passo fine);
- la lunghezza nominale;
- la classe del materiale.

Di seguito viene riportato un esempio:
UNI 5737 M6 × 0.75 × 40 – 8.8
nel quale:
- UNI 5737 è la norma di riferimento adottata nel caso in questione;
- M6 indica una filettatura metrica (M) di diametro 6 mm
- × 0.75 rappresenta l'indicazione del passo di filettatura;
- × 40 indica la lunghezza nominale;
- 8.8 indica la classe del materiale, in particolare: il primo numero rappresenta il carico a rottura del materiale (×100 MPa, quindi in questo caso pari a 800 MPa); il secondo numero rappresenta il carico di snervamento del materiale (×10 in percentuale rispetto al carico di rottura, nel caso specifico pari a 640 MPa). La classe 8.8 è la tipica classe della viteria utilizzata in carpenteria.

Le filettature di dimensioni non normalizzate vengono invece identificate ponendo la lettera M alla fine della dicitura (e non all'inizio), per esempio in questo modo:
24 × 0.75 M

## Dimensioni standard
Oltre alle geometrie del profilo e al metodo di identificazione delle dimensioni della filettatura, le norme ISO 261 ed ISO 262 indicano anche una lista di combinazioni standard per quanto riguarda le dimensioni di diametro nominale, passo della filettatura, diametro della testa, tolleranze geometriche dovute ai diversi tipi di lavorazione ed altro ancora.
ISO 261, intitolata ISO general purpose metric screw threads – General plan, è una norma che riporta uno standard internazionale che definisce una dettagliata lista di combinazioni per quanto concerne il diametro nominale e il passo della filettatura.
ISO 262, intitolata ISO general purpose metric screw threads – Selected sizes for screws, bolts and nuts, è una norma costituita da una breve lista di dimensioni della filettatura, sottoinsieme di quelle riportate nella più generale norma ISO 261. Tale lista viene riportata di seguito:

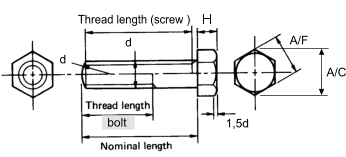
vite filettata quotata

| Diametro nominale D (mm) | Diametro nominale D (mm) | Passo P (mm) | Passo P (mm)                         | Testa vite     | Testa vite           | Testa vite                |
| Prima scelta             | Seconda scelta           | grosso       | fine                                 | Altezza H (mm) | Lato piatto A/F (mm) | Diametro esterno A/C (mm) |
| ------------------------ | ------------------------ | ------------ | ------------------------------------ | -------------- | -------------------- | ------------------------- |
| 1                        |                          | 0.25         |                                      |                |                      |                           |
| 1.2                      |                          | 0.25         |                                      |                |                      |                           |
|                          | 1.4                      | 0.3          |                                      |                |                      |                           |
| 1.6                      |                          | 0.35         |                                      |                |                      |                           |
|                          | 1.8                      | 0.35         |                                      |                |                      |                           |
| 2                        |                          | 0.4          |                                      |                |                      |                           |
| 2.5                      |                          | 0.45         | 0.35                                 |                |                      |                           |
| 3                        |                          | 0.5          | 0.35                                 | 2.125          | 5.5                  | 6.4                       |
|                          | 3.5                      | 0.6          | 0.35                                 |                |                      |                           |
| 4                        |                          | 0.7          | 0.5                                  | 2.925          | 7                    | 8.1                       |
| 5                        |                          | 0.8          | 0.5                                  | 3.65           | 8                    | 9.2                       |
| 6                        |                          | 1            | 0.75                                 | 4.15           | 10                   | 11.5                      |
|                          | 7                        | 1            | 0.75                                 |                |                      |                           |
| 8                        |                          | 1.25         | 0.75 1                               | 5.65           | 13                   | 15                        |
| 10                       |                          | 1.5          | 0.75 1 1.25 \|\|7.18 \|\|17 \|\|19.6 |                |                      |                           |
| 12                       |                          | 1.75         | 1 1.25 1.5\|\|8.18 \|\|19 \|\|22.1   |                |                      |                           |
|                          | 14                       | 2            | 1 1.25 1.5 \|\| \|\| \|\|            |                |                      |                           |
| 16                       |                          | 2            | 1 1.5                                | 10.18          | 24                   | 27.7                      |
|                          | 18                       | 2.5          | 1 1.5 2 \|\| \|\| \|\|               |                |                      |                           |
| 20                       |                          | 2.5          | 1 1.5 2 \|\|13.215\|\|30 \|\|34.6    |                |                      |                           |
|                          | 22                       | 2.5          | 1 1.5 2 \|\| \|\| \|\|               |                |                      |                           |
| 24                       |                          | 3            | 1 1.5 2 \|\|15.215\|\|36 \|\|41.6    |                |                      |                           |
|                          | 27                       | 3            | 1 1.5 2 \|\| \|\| \|\|               |                |                      |                           |
| 30                       |                          | 3.5          | 1 1.5 2 3                            | 19.26          | 46                   | 53.1                      |
|                          | 33                       | 3.5          | 1.5 2 3 \|\| \|\| \|\|               |                |                      |                           |
| 36                       |                          | 4            | 1.5 3                                | 23.26          | 55                   | 63.5                      |
|                          | 39                       | 4            | 3                                    |                |                      |                           |
| 42                       |                          | 4.5          | 3                                    |                |                      |                           |
|                          | 45                       | 4.5          | 3                                    |                |                      |                           |
| 48                       |                          | 5            | 3                                    |                |                      |                           |
|                          | 52                       | 5            | 4                                    |                |                      |                           |
| 56                       |                          | 5.5          | 4                                    |                |                      |                           |
|                          | 60                       | 5.5          | 4                                    |                |                      |                           |
| 64                       |                          | 6            | 4                                    |                |                      |                           |